# Rancogne
Rancogne är en kommun i departementet Charente i regionen Nouvelle-Aquitaine i västra Frankrike. Kommunen ligger  i kantonen La Rochefoucauld som ligger i arrondissementet Angoulême. År 2018 hade Rancogne 361 invånare.

## Befolkningsutveckling
Antalet invånare i kommunen Rancogne
Referens:INSEE